# Jessica Biel
Jessica Claire Biel-Timberlake (n. 3 martie 1982 Ely, Minnesota) este o actriță americană. Ea a devenit cunoscută prin rolul jucat în filmul serial 7th Heaven.

## Date biografice

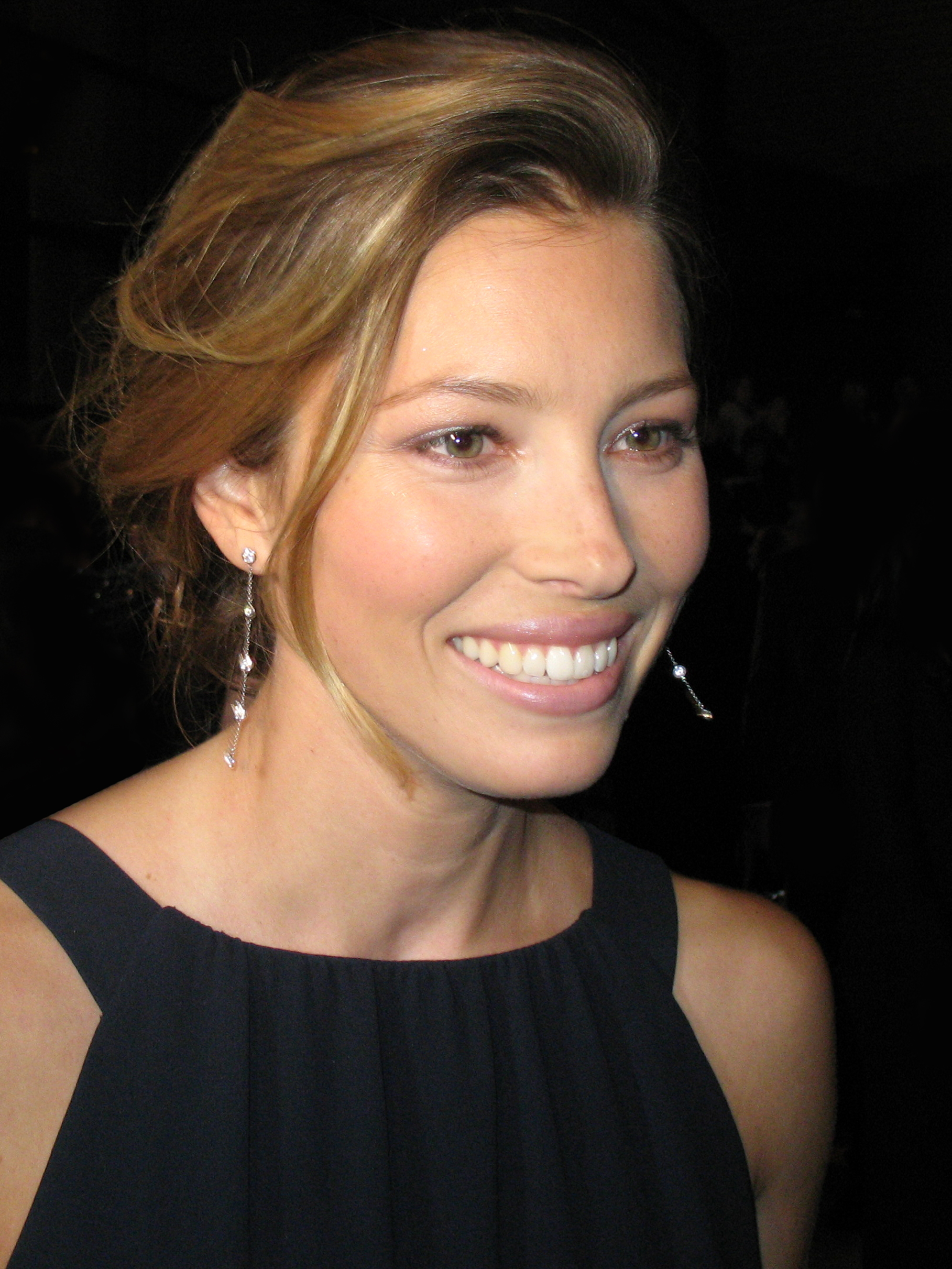
Jessica Biel la Festivalul Internațional de Film de la Cannes

Jessica este o actriță franco-germană, ea are strămoși de origine irlandeză și indiană care au trăit în regiunea Colorado. Ca și copil ea a primit lecții de muzică, a și apărut ulterior în câteva musical-uri. În 1994 a început să lucreze în Los Angeles ca fotomodel. Jessica a început deja la 14 ani să apară ca actriță într-un serial cu Peter Fonda.
Poza ei fără sutien apare în anul 2000 pe prima pagină a revistei "Gear Magazine". Din cauza acestei fotografii, are probleme serioase cu producătorii serialului "7th Heaven", fiind exclusă din serial o perioadă de timp. La cererea publicului va reapare din nou în serial. Abia în 2003 va primi roluri în filme ca: "Texas Chainsaw Massacre", "Blade: Trinity" și "Stealth". Jessica primește în anul 2005 distincția Sexiest Woman Alive. În anul 2008 joacă alături de Ben Barnes în filmul "Easy Virtue".

## Filmografie

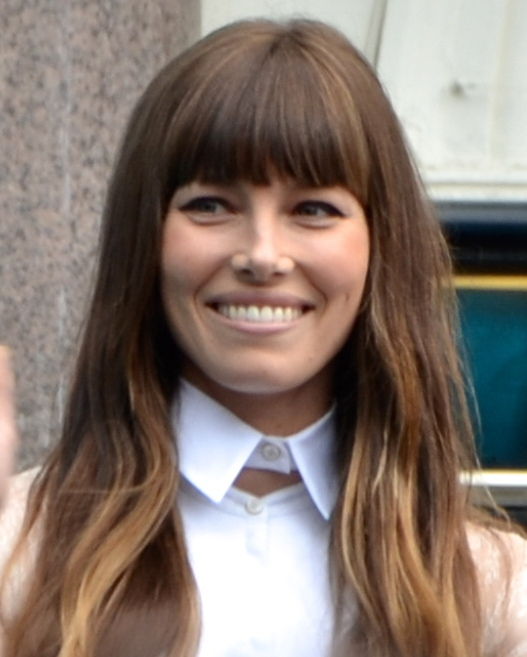
Biel in Leicester Square, London in August 2012.

| An   | Titlu                               | Rol                        | Note                           |
| ---- | ----------------------------------- | -------------------------- | ------------------------------ |
| 1994 | It's a Digital World                | Regrettal                  | Acting Debut                   |
| 1997 | Ulee's Gold                         | Casey Jackson              |                                |
| 1998 | I'll Be Home for Christmas          | Allie                      |                                |
| 2001 | Summer Catch                        | Tenley Parrish             |                                |
| 2002 | The Rules of Attraction             | Lara Holleran              |                                |
| 2003 | The Texas Chainsaw Massacre         | Erin Hardesty              |                                |
| 2004 | Cellular                            | Chloe                      |                                |
| 2004 | Blade: Trinity                      | Abigail Whistler           |                                |
| 2005 | Stealth                             | Lieutenant Kara Wade       |                                |
| 2005 | Elizabethtown                       | Ellen Kishmore             |                                |
| 2005 | London                              | London                     |                                |
| 2006 | The Illusionist                     | Duchess Sophie von Teschen |                                |
| 2006 | Home of the Brave                   | Vanessa Price              |                                |
| 2007 | Next                                | Liz Cooper                 |                                |
| 2007 | I Now Pronounce You Chuck and Larry | Alex McDonough             |                                |
| 2008 | Hole in the Paper Sky               | Karen Watkins              | Short, also executive producer |
| 2008 | Easy Virtue                         | Larita Whittaker           |                                |
| 2009 | Planet 51                           | Neera (voice)              |                                |
| 2009 | Powder Blue                         | Rose-Johnny                |                                |
| 2010 | Valentine's Day                     | Kara Monahan               |                                |
| 2010 | The A-Team                          | Capt. Charisa Sosa         |                                |
| 2011 | New Year's Eve                      | Tess                       |                                |
| 2012 | Total Recall                        | Melina                     |                                |
| 2012 | The Tall Man                        | Julia Denning              |                                |
| 2012 | Playing for Keeps                   | Stacie                     |                                |
| 2012 | Hitchcock                           | Vera Miles                 |                                |
| 2013 | Emanuel and the Truth About Fishes  | Linda                      |                                |
| 2014 | Shiva and May                       | May                        | Filmare                        |
| 2014 | The Devil and the Deep Blue Sea     | Penny                      | Pre-producție                  |

| An              | Titlu               | Rol            | Note                                    |
| --------------- | ------------------- | -------------- | --------------------------------------- |
| 1996–2003, 2006 | 7th Heaven          | Mary Camden    | 139 de episoade                         |
| 2005            | Family Guy          | Brooke (voice) | Episod: "Brian the Bachelor"            |
| 2009            | Saturday Night Live | Jessica Rabbit | Episod: "Dwayne Johnson/Ray LaMontagne" |

| An   | Cântec               | Cântăreț  | Note |
| ---- | -------------------- | --------- | ---- |
| 2001 | "Fly Away From Here" | Aerosmith |      |

## Premii și nominalizări
| An   | Premiu                                                                                    | Titlu                               | Rezultat     |
| ---- | ----------------------------------------------------------------------------------------- | ----------------------------------- | ------------ |
| 1997 | Young Artist Award Best Performance in a Feature Film: Supporting Young Actress           | Ulee's Gold                         | Câștigat     |
| 1999 | Young Artist Award Best Performance in a TV Series: Young Ensemble (shared with the cast) | 7th Heaven                          | Nominalizare |
| 2002 | Teen Choice Award Choice TV Actress – Drama                                               | 7th Heaven                          | Nominalizare |
| 2003 | Teen Choice Award Choice TV Actress – Drama/Action Adventure                              | 7th Heaven                          | Nominalizare |
| 2003 | Saturn Award Best Actress                                                                 | The Texas Chainsaw Massacre         | Nominalizare |
| 2004 | MTV Movie Award for Best Breakthrough Performance – Female                                | The Texas Chainsaw Massacre         | Nominalizare |
| 2005 | ShoWest Convention Award Female Star of Tomorrow                                          | N/A                                 | Câștigat     |
| 2006 | Newport Beach Film Festival Outstanding Achievement in Filmmaking Acting                  | The Illusionist                     | Câștigat     |
| 2007 | Gala Awards Rising-Star Award                                                             | N/A                                 | Câștigat     |
| 2008 | Golden Raspberry Award for Worst Screen Couple/Ensemble (shared with Adam Sandler)        | I Now Pronounce You Chuck and Larry | Nominalizare |
| 2008 | Golden Raspberry Award for Worst Supporting Actress                                       | I Now Pronounce You Chuck and Larry | Nominalizare |
| 2009 | Golden Capital Best Actress                                                               | Easy Virtue                         | Nominalizare |
| 2010 | Teen Choice Award Choice Movie: Hissy Fit                                                 | Valentine's Day                     | Nominalizare |